# رکسان
«رُکسان» یا «راکسان» (به انگلیسی: Roxanne) ترانه‌ای مشهور از گروه راک پلیس است که توسط استینگ، خواننده و بیسیست گروه ساخته و به‌عنوان تک‌آهنگ اول آلبوم «قانون‌شکنان عشق» (Outlandos d'Amour) در سال ۱۹۷۸ میلادی منتشر شد. رکسان از زاویهٔ دید مردی که دچار عشق زنی روسپی‌ست، سروده‌شده است. این ترانه با انتشار دوباره در سال ۱۹۷۹، رتبهٔ دوازدهم از جدول تک‌آهنگ‌های بریتانیا را به خود اختصاص داد.
«رکسان» نمونه‌ای از یک ترانهٔ کلاسیک و ماندگارِ راک است که نامش در بسیاری از فهرست‌های «بهترین‌ها» به‌چشم‌می‌خورد؛ مجلهٔ رولینگ استون جایگاه ۳۸۸ از «۵۰۰ ترانه برتر تمام اعصار» را به رکسان اختصاص داد. در رأی‌گیری شبکهٔ VH1، این ترانه در رتبهٔ ۸۵اُم «۱۰۰ ترانهٔ برتر راک» جای گرفت و سال ۲۰۰۸ جایزهٔ تالار مشاهیر گرمی را از آنِ خود کرد.